# Chorizandra sphaerocephala
Chorizandra sphaerocephala är en halvgräsart som beskrevs av Robert Brown. Chorizandra sphaerocephala ingår i släktet Chorizandra och familjen halvgräs. Inga underarter finns listade i Catalogue of Life.